# Mazeppa e i lupi
Mazeppa e i lupi (Mazeppa aux loups) è un quadro a olio su tela dipinto dal pittore francese Horace Vernet nel 1826. Si ispira alla leggenda romantica dell'atamano ucraino Ivan Mazeppa. Il quadro è conservato al museo Calvet di Avignone.

## Storia

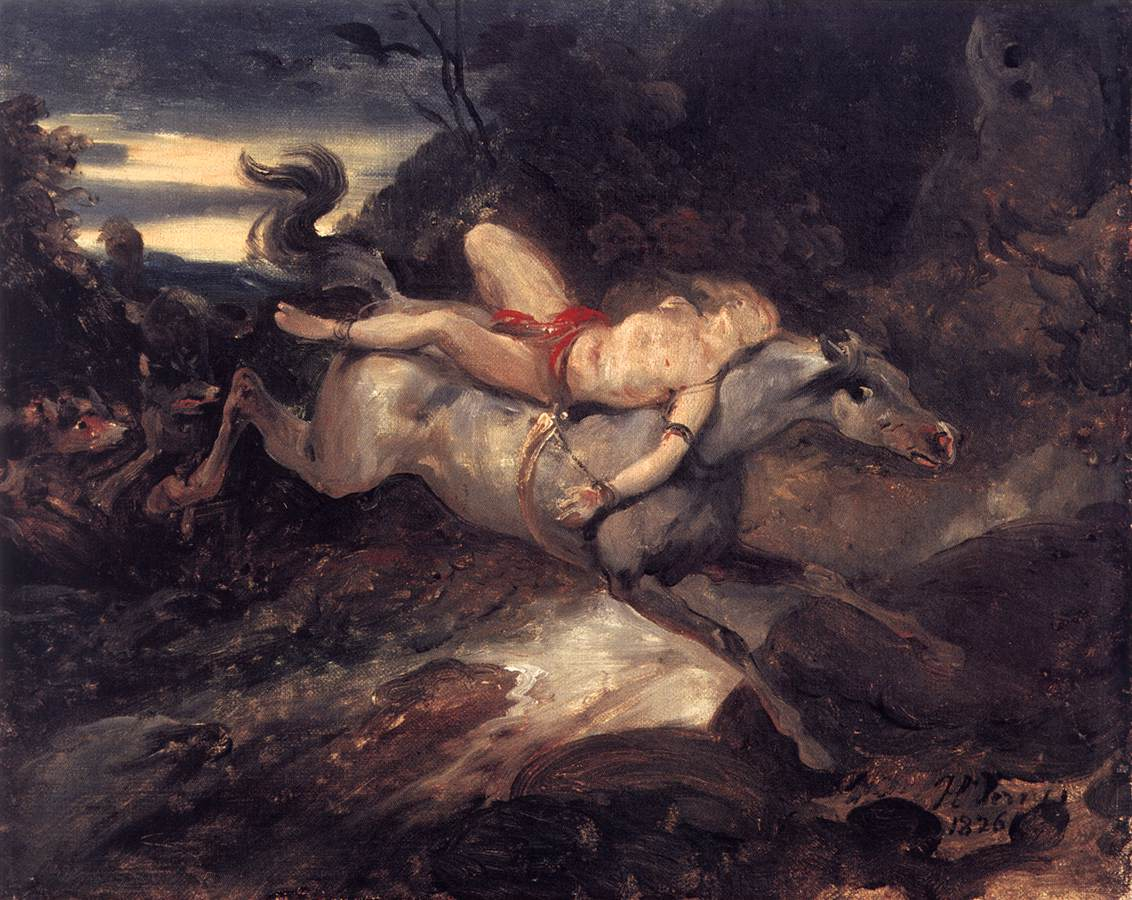
Uno studio preparatorio.

Esistono due versioni del quadro Mazeppa e i lupi. Il dipinto originale venne creato nel 1798 da Carle Vernet, ma venne danneggiato da Horace Vernet quando questi si stava esercitando nella scherma nel suo studio. Questo incidente portò il pittore a realizzarne una replica, che venne acquisita dalla fondazione Calvet, nel 1826. Il quadro venne esposto al Salone di pittura e di scultura del 1827.
La vita romanzata dell'atamano Mazeppa (la cui storia conobbe un'ampia diffusione soprattutto grazie a un poemetto di George Byron) ispirò Victor Hugo, come pure vari pittori, in particolare per quanto riguarda l'episodio nel quale egli attraversa le pianure dell'Ucraina legato alla groppa di un cavallo selvaggio.

## Descrizione
Il quadro ritrae Mazeppa agonizzante sulla groppa di un cavallo, mentre dei lupi lo inseguono, sicuri che raggiungeranno la loro preda; la scena, pertanto, assume un carattere tragico. Mazeppa è nudo, legato al cavallo con la pancia verso l'alto da una sorta di fune rosa salmone che lascia intravedere il suo pene. L'ispirazione per dipingere questa scena potrebbe essere venuta a Vernet dopo aver fatto degli studi di un lupacchiotto che si trovava nel suo giardino.
Il dipinto, a olio su tela, misura 33 × 41 centimetri.